# Centro de Investigaciones del Mar y la Atmósfera
El Centro de Investigaciones del Mar y la Atmósfera (CIMA) es un centro de investigación en temas relacionados con la Oceanografía y las Ciencias Atmosféricas y Climáticas, de doble dependencia entre la Universidad de Buenos Aires y el CONICET.

## Historia
El CIMA fue creado en 1995 por medio de la resolución 0662/95 del CONICET. Su antecedente había sido el Centro de Investigaciones para la Dinámica del Mar y la Atmósfera que comenzó a funcionar en 1987.
El 4 de agosto de 2005 el CIMA pasó a ser un centro de doble dependencia entre la Universidad de Buenos Aires y el CONICET a partir de la firma de un convenio marco.

## Grupos de investigación
- Dinámica de la Variabilidad atmosférica sobre Sudamérica (DIVAR)
- Mecanismos del clima regional y sus impactos (ILLAPA)

## Consejo
Se encuentra compuesto por:
- Director: Dr. Pedro Flombaum
- Vicedirector:  Dr. Diego Moreira